# Elezioni presidenziali in Nagorno Karabakh del 2012
Le elezioni presidenziali in Nagorno Karabakh del 2012 si sono tenute il 19 luglio. 
Il 20 aprile la Commissione Elettorale Centrale ha stabilito le date per la scadenza elettorale, le candidature sono state presentate sino al 5 maggio e vagliate dalla Commissione dal 30 maggio al 19 giugno.
Il presidente uscente Bako Sahakyan ha annunciato subito la sua ricandidatura. Inizialmente erano quattro i candidati alle elezioni: oltre al presidente uscente si sono proposti Vitaly Balasanyan (deputato parlamentare, 1959), Arcady Soghomonyan (vice decano della facoltà di agraria dell'università di Stepanakert, 1962) e Valery Khachatryan (non occupato, 1947) ma quest'ultimo ha ritirato la propria candidatura ad una decina di giorni dal voto. Tutti i candidati erano indipendenti.
Le lezioni si sono tenute ordinatamente, monitorate da ottantuno osservatori internazionali. L'affluenza finale è stata di 72 823 elettori pari al 73,42% degli aventi diritto (98 909).
È risultato confermato il presidente uscente, Sahakyan, che eserciterà il suo secondo ed ultimo mandato (consecutivo) così come previsto dalla Costituzione dello stato.

## Risultati
| Bako Sahakyan      | Indipendente    | 47 085 | 66,64 |  |  |  |  |  |
| Vitaly Balasanyan  | Indipendente    | 22 966 | 32,50 |  |  |  |  |  |
| Arkady Soghomonyan | Indipendente    | 594    | 0,84  |  |  |  |  |  |
| Totale             | Totale          | 70 655 | 100   |  |  |  |  |  |
|                    |                 |        |       |  |  |  |  |  |
| Voti non validi    | Voti non validi | 2 303  | 3,16  |  |  |  |  |  |
| Votanti            | Votanti         | 72 958 |       |  |  |  |  |  |